# Johanna Naber

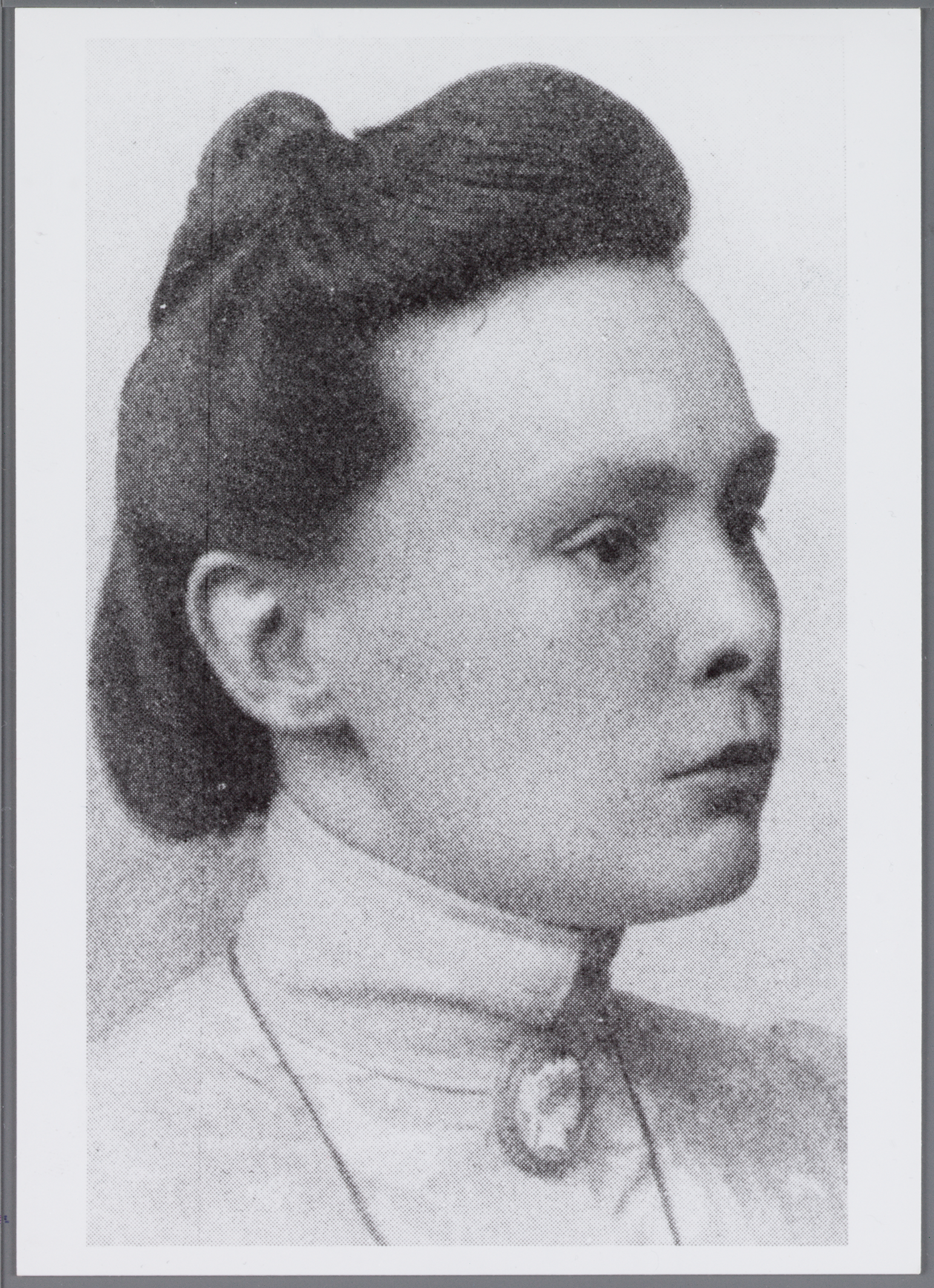
Johanna Naber, ca. 1898

Johanna Naber (eigentlicher Name Johanna Wilhelmina Antoinette Naber; * 25. März 1859 in Haarlem; † 30. Mai 1941 in Den Haag) war eine niederländische Autorin, Feministin und die erste Historikerin der niederländischen Frauenbewegung. Sie setzte sich aktiv für Frauenrechte ein und war Gründerin des „Internationalen Archivs für die Frauenbewegung“ (IAV), aus dem das heutige Aletta, instituut voor vrouwengeschiedenis hervorgegangen ist.

## Leben
Johanna Naber stammte aus einer protestantischen Familie. Ihr Vater, Samuel Adrianus Naber, war Universitätsprofessor für griechische und lateinische Literatur. Ihr Vater verweigerte ihr die Erlaubnis, an der Universität zu studieren, da er dies mit den damals bestehenden Pflichten von Frauen für nicht vereinbar befand. Johanna Naber besuchte daher die Hogere burgerschool (HBS) und erwarb ein Diplom an der Koch- und Haushaltsschule sowie ein Diplom als Hilfslehrerin (Hulponderwijzer) an der staatlichen Schule für Kunstgewerbe (Rijksschool voor de kunstnijverheid). Sie blieb unverheiratet, lebte bei ihren Eltern und kümmerte sich bis zu deren Tod um den Haushalt. Erst mit 77 Jahren bezog sie eine eigene Wohnung. Ungeachtet ihrer Arbeit im Haushalt – Naber kümmerte sich zudem um zwei ihrer alleinstehenden Brüder – wollte ihr Vater nicht, dass seine Tochter eine „Haussklavin“ (Huissloofje) wird. Da Naber oft krank war und die Schule nicht regelmäßig besuchen konnte, bekam sie von ihrem Vater Nachhilfeunterricht. Ihr Vater weckte in ihr auch das Interesse für die Wissenschaften. Angeregt durch Diskussionen über Politik und Religion, die Naber unter anderem mit Pfarrer und Universitätsprofessor Allard Pierson (1831–1896), J. A. Thijm (1820–1889) und A. C. Wertheim (1832–1897) führte, veröffentlichte sie 1890 ihre erste historische Arbeit Kracht in zwakheid I, Het beeld van Angélique Arnauld, abdis van Port Royal (1591–1661).
Nach ihrem 30. Lebensjahr machte Naber, unter dem Einfluss der Aktivistin für die ökonomische Selbstständigkeit für Frauen Jeltje de Bosch Kemper (1836–1916), Bekanntschaft mit dem Feminismus. Bereits 1887 publizierte sie unter dem Pseudonym „Rechlindis“ ihr erstes Buch Handleiding bij het kunstnaaldwerk (etwa: Anleitung für die Kunst der Näharbeit). Danach folgten verschiedene Biografien über bedeutende Frauen der Frauenbewegung und über Fürstinnen, darunter Elizabeth Wolff-Bekker, Agatha Deken und Jelte de Bosch Kemper.

## Wirken
Johanna Naber war der Meinung, dass Frauen auch außerhalb der „engen Mauern ihres Hauses“ (enge muren van haar huis) Verantwortung haben und nicht alleine als Ehefrau und Mutter erzogen werden sollten. Sie setzte sich unter anderem für die Ausweitung der Frauenarbeit ein und wandte sich 1910 gegen einen Gesetzesentwurf, der die Kündigung für verheiratete Frauen vorsah. Mit ihrer 1937 veröffentlichten Publikation Eerste Proeve van een Chronologisch Overzicht van de Geschiedenis der Vrouwenbeweging in Nederland („Erster Versuch einer chronologischen Übersicht von der Geschichte der Frauenbewegung in den Niederlanden“) legte sie die Basis für das spätere Standardwerk von Willemijn Posthumus-van der Goot: Van moeder op dochter.
Naber wurde 1898 Mitglied der „Vereinigung für Frauenwahlrecht“ („Vereniging voor Vrouwenkiesrecht“, VvVK) und arbeitete später als Sekretärin des Vorstandes. Von 1904 bis 1906 war sie als erste niederländische Frau Vorstandsmitglied des Weltbundes für das Frauenstimmrecht (engl. International Woman Suffrage Alliance, IWSA; niederl. Wereldbond voor Vrouwenkiesrecht). Außerdem wurde sie eine der Organisatorinnen des „Internationalen Kongresses des Weltbundes“ („Internationale Concres van de Wereldbond“), der 1908 im Amsterdamer Concertgebouw stattfand. Im Jahr 1914 gründete sie die Zeitschrift Nederlandsche Vrouwengids („Niederländischer Frauenleitfaden“) und 1918 war sie für den „Bond van Vrije Liberalen“ („Bund der freien Liberalen“) Kandidatin für die Parlamentswahlen (Kamerverkiezingen). Zwei Jahre später kam sie für die Partei „De Vrijheidsbond“ („Der Freiheitsbund“) in den Amsterdamer Gemeinderat. Dort blieb sie für 18 Monate. Zwischen 1917 und 1922 war sie Präsidentin des „Nationalen Frauenrates“ („Presidente van de Nationale Vrouwenrad“).
Durch ihr Organisationstalent und dadurch, dass sie ihre Meinungen überzeugend darlegen konnte, wurde Nabers Mutter ebenfalls Mitglied vom VvVK. Ihr Vater gab seine Aversion gegen das Frauenwahlrecht auf und schrieb einen wohlwollenden Artikel in De Nederlandsche Vrouwengids. Zusammen mit Rosa Manus und Willemijn Posthumus-van der Goot gründete Johanna Naber 1935 das „Internationale Archiv für die Frauenbewegung“ („Internationaal Archief voor de Vrouwenbeweging“, IAV. Später IIAV.). „DAS IIAV wurde im Jahre 1935 von den Feministinnen Rosa Manus, Johanna Naber und Willemijn Posthumus-van der Goot gegründet. Ihr Ziel war, die wissenschaftliche Forschung der Frauenbewegung voranzutreiben“. Nach dem Zweiten Weltkrieg wurde 1947 versucht, das Archiv wieder aufzubauen.
Seit 2009 trägt das IIAV den Namen Aletta, instituut voor vrouwengeschiedenis.

## Johanna Naber-Preis
Der Johanna W. A. Naberprijs wurde 1989 durch die „Stichting Jaarboek voor Vrouwengeschiedenis“ („Stiftung Jahrbuch für Frauengeschichte“) gegründet mit dem Ziel, die Forschung auf dem Gebiet der Frauengeschichte zu fördern. Im Jahr 2000 wurde die Preisverleihung vom Aletta en de Vereniging voor Vrouwengeschiedenis (VVG) sowie dem IIAV und seit 2009 vom Aletta, instituut voor vrouwengeschiedenis vorgenommen.

## Veröffentlichungen (Auswahl)
- Rechlindis (Pseudonym): Handleiding bij het kunstnaaldwerk. Johanna W.A. Naber. Uitgeverij Bohn, Haarlem 1887
- Het college van curatoren der stads armen scholen (1797–1860) en de Openbare Werk- en Leerschool voor Meisjes te Amsterdam. Johanna W.A. Naber. Uitgeverij De Roever, Amsterdam 1904
- Prinses Wilhelmina, gemalin van Willem v, prins van Oranje, von Johanna Wilhelmina Antoinette Naber. Uitgeverij Meulenhoff & Co. Amsterdam 1908
- Wegbereidsters. Johanna W.A. Naber. Uitgeverij G. Römelingh. Groningen 1909
- Onze Vorstinnen uit het huis van Oranje-Nassau in het stadhouderlijk tijdperk.2 Bände, H. D. Tjeenk Willink, Haarlem 1911 (Digitalisat)
- Elizabeth Wolff-Bekker 1738–1804 en Agatha Deken 1741–1804. Johanna Naber. Uitgeverij Bohn, Haarlem 1912
- Betje Wolff en Aagje Deken, von Johanna W. A Naber. Uitgeverij Meulenhoff & Co. Amsterdam 1913
- Het leven en werken van Jeltje de Bosch Kemper, von Johanna Wilhelmina Antoinette Naber. Haarlem 1918
- Na XXV jaar 1898–1923: het feminisme in zijnen bloei en in zijne voleinding. Johanna W.A. Naber. Uitgeverij Tjeenk Willink, 1923
- Wat heeft het feminisme den Nederlandsche vrouw gebracht? Wat mag het daarom van deze verwachten. Johanna W.A. Naber, 1934

## Weiterführende Literatur
- Wolfgang Küttler, Jörn Rüsen, Ernst Schulin (Hrsg.): Geschichtsdiskurs: Krisenbewusstsein, Katastrophenerfahrungen und Innovationen, 1880–1945. Fischer Taschenbuch Verlag, Frankfurt 1997. ISBN 3-596-11478-0. Online Kurzangaben über Johanna Naber. Google Books (deutsch)
- Jenny Daggers, Diana Neal (Hrsg.): Sex, Gender, and Religion: Josephine Butler Revisited. (American University Studies. Series VII. Theology and Religion). Seite 74, 75. Verlag Peter Lang, New York, 1. Auflage Februar 2006. ISBN 978-0-8204-8117-3. Online Angaben. Google Books (englisch)
- Robert Kretzschmar: Das deutsche Archivwesen und der Nationalsozialismus: 75. Deutscher Archivtag 2005 in Stuttgart. Seite 83, 84, 86 Klartext Verlagsgesellschaft, 2006. ISBN 3-89861-703-3. Online Kurzangaben. Google Books (deutsch)
- Maria Grever, Strijd tegen de stilte. Johanna Naber (1859–1941) en de vrouwenstem in de geschiedenis. Uitgeverij Verloren, Hilversum 1994
- Margret Brugmann, Sonja Heebing, Debbi Long: Who’s Afraid of Femininity?: Questions of Identity. Über Johanna Naber. Seite 75. Verlag: Rodopi B.V.Editions (Dezember 1993). ISBN 9051833504.Online Angaben über Johanna Naber, Google Books (englisch)